# 7z
7z（セブンゼット）とは、コンピュータで使用するデータ圧縮形式およびファイルフォーマットである。

## 概要
7z形式ではZIP形式に比べ高圧縮のファイルが作成できるほか、様々な圧縮アルゴリズムを組み合わせて使うことができる。また、Unicodeで全てのデータを格納しているため文字体系の違う名前のファイルを混在させることができる。
当初、7-Zipアーカイバに実装される形で登場した。7-ZipのプログラムはGNU LGPLの下で公開されている。7zファイル形式の仕様は、2015年以降、7-Zipのソースコードとともに配布されている。

## 特徴
- オープン・アーキテクチャ
- 高い圧縮率
- AES-256による強力な暗号化機能
- 16 EiB (264バイト) までのファイルサイズに対応
- ファイル名にUnicodeを使用可能
- ソリッド圧縮が可能
- 書庫のヘッダ圧縮と暗号化が可能
- 分割圧縮および分割圧縮ファイルの展開が可能

## 対応アルゴリズム
- Lempel-Ziv-Markov chain-Algorithm (LZMA) - 7zの標準
- LZMA2 - LZMAの改良版
- Deflate - ZIP形式等で用いられる圧縮アルゴリズム
- PPMd - Dmitry ShkarinのPPMdHを改良したもの
- BCJ - 32ビットx86実行ファイル向けのコンバーター
- BCJ2 - 32ビットx86実行ファイル向けのコンバーター
- BZIP2 - BWT（ブロックソート）アルゴリズム

## 対応ソフト
2010年3月現在、7z形式に対応している主なファイル・アーカイバは次の通り。
完全対応（圧縮および展開）
- 7-Zip (p7zip)
- Ark（p7zip のフロントエンドとして動作）
- Explzh（※7-ZIP32.DLL の導入により対応）
- IZArc（※超圧縮およびソリッド圧縮は非対応）
- PeaZip
- Squeez
- TUGZip
- Lhaz（ちとらソフト）
- CubeICE

対応（展開のみ）
- Windows（Windows 11以降）[3]
- macOS（10.15 Catalina以降）[4]
- ALZip（無償版はユーザーのデータ収集及び使用をすると使用許諾書に記載されている）
- WinRAR
- WinZip
- Lhaplus